# Socialstyrelsen
Socialstyrelsen är en svensk statlig förvaltningsmyndighet, som sorterar under Socialdepartementet. Myndigheten arbetar med att ta fram föreskrifter, kunskapsstöd och statistik samt göra uppföljningar och utvärderingar. Myndigheten stödjer utvecklingen av e-hälsa, utfärdar legitimationer, delar ut statsbidrag och samordnar hälso- och sjukvårdens insatser vid allvarliga händelser.
Myndigheten följer utvecklingen inom vården och omsorgen och fångar upp och möter omvärldens behov för att alla människor i Sverige ska få tillgång till god vård och omsorg på lika villkor, oavsett vem man är och var i landet man bor. Socialstyrelsen leder även ett antal rådgivande och beslutande råd och nämnder., se mer nedan under Råd och nämnder.
Myndigheten inrättades som Kungliga Socialstyrelsen 1912 och erhöll sin nuvarande form 1 januari 1968 genom sammanslagning med Medicinalstyrelsen.
Den 1 juni 2013 övertog den då nyinrättade myndigheten Inspektionen för vård och omsorg (IVO) tillsyn över hälso- och sjukvård, hälso- och sjukvårdspersonal, socialtjänst och LSS-verksamhet samt tillståndsprövning.
Den 1 juli 2015 flyttades ansvarsfrågor som rör smittskydd och kunskapsöversikter till Folkhälsomyndigheten respektive Statens beredning för medicinsk utvärdering (SBU).
Myndigheten är från 1 oktober 2022 beredskapsmyndighet och sektorsansvarig myndighet för beredskapssektorn hälsa, vård och omsorg.

## Verksamhet
Socialstyrelsens verksamhet riktar sig främst till olika målgrupper inom hälso- och sjukvård och socialtjänst.

## Socialstyrelsens författningssamling
Socialstyrelsens föreskrifter och allmänna råd ges ut i en gemensam författningssamling (HSLF-FS) tillsammans med sju andra myndigheter. HSLF-FS omfattar främst områdena hälso- och sjukvård, socialtjänst, läkemedel och folkhälsa. Författningssamlingen innehåller föreskrifter, allmänna råd och kungörelser.
Respektive myndighet ansvarar för innehållet i sina föreskrifter och allmänna råd.

## Organisation

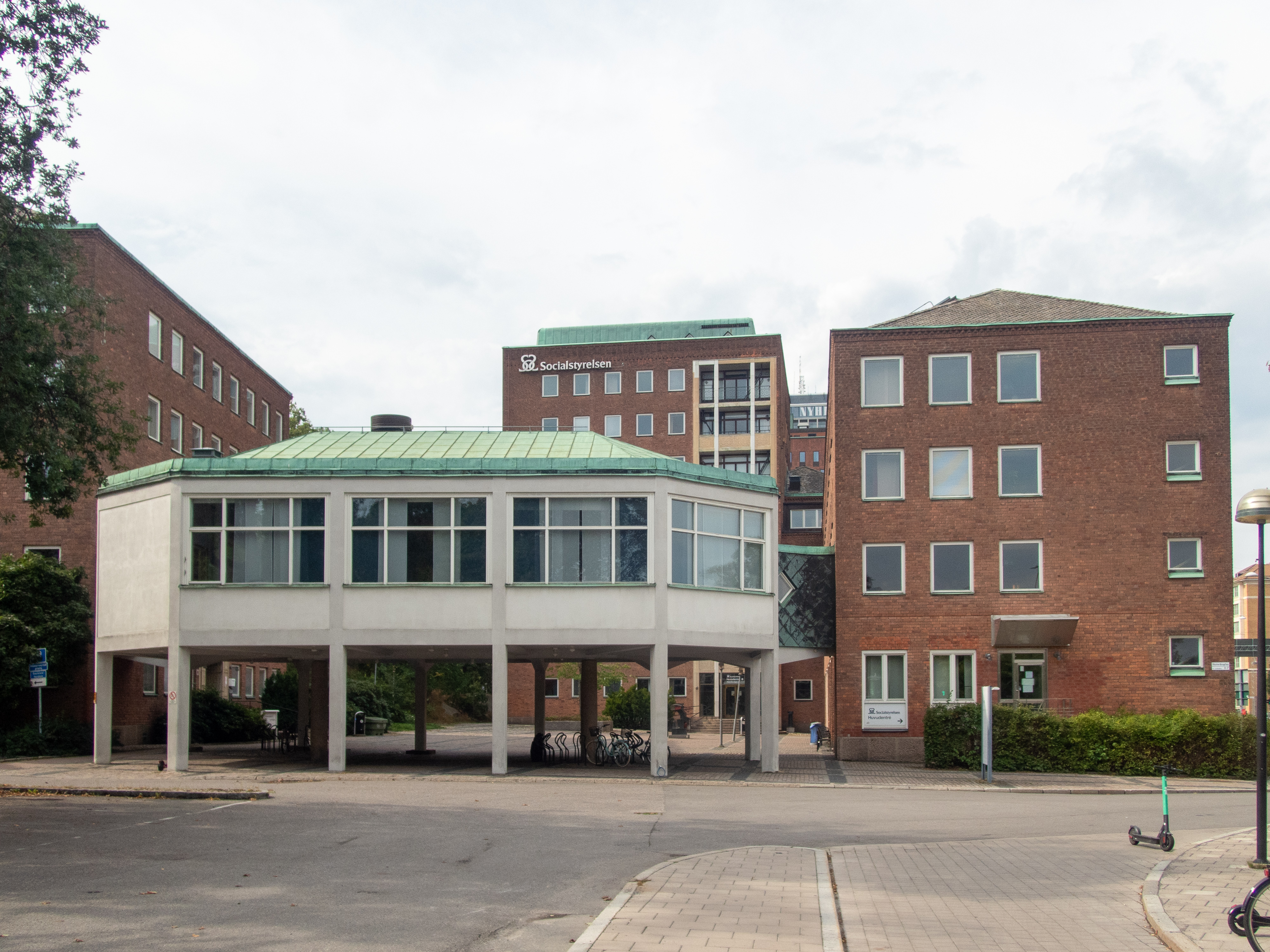
Socialstyrelsens kontor på Rålambsvägen.

Socialstyrelsen har kontor i Stockholm på Rålambsvägen 3 och Gjörwellsgatan 30.

### Ledning
Socialstyrelsen leds av en styrelse som har det yttersta ansvaret för alla beslut som rör verksamheten. Styrelsen utses av regeringen. Generaldirektören ingår i styrelsen och ansvarar för den löpande verksamheten i enlighet med styrelsens direktiv.
Generaldirektör
Björn Eriksson är generaldirektör sedan 15 augusti 2024.

### Avdelningar och stödfunktioner
Socialstyrelsen har sex sakavdelningar och tre stödfunktioner.

#### Avdelningar
- Avdelningen för kunskapsstyrning för hälso- och sjukvården
- Avdelningen för kunskapsstyrning för socialtjänsten
- Avdelningen för register och statistik
- Rättsavdelningen
- Analys
- Behörighet och statsbidrag

#### Stödfunktioner
- Kommunikation
- Verksamhetsstöd
- GD-stab

### Råd och nämnder
Som nationell kunskapsmyndighet inom vård och omsorg leder Socialstyrelsen flera rådgivande och beslutande organ:
- Nationella vårdkompetensrådet
- Rådet för styrning och kunskap
- Nämnden för nationell högspecialiserad vård
- Rättsliga rådet
- Nationella rådet för specialiseringstjänstgöring (ST-rådet)
- Nationellt Donationscentrum, NDC
- Vetenskapliga råd
- Etiska rådet
- Funktionshindersnämnden
- E-hälsorådet
- Äldrerådet
- Rådet för missbruks- och beroendefrågor

## Generaldirektörer och chefer
- 1912–1921: Henning Elmquist (chef från 1912, generaldirektör från 1914)
- 1921–1937: Gunnar Huss (tillförordnad generaldirektör och chef 1919–1921)
- 1937–1939: Sigfrid Hansson
- 1939–1946: Thorwald Bergquist (under Bergquist statsrådstid tjänstgjorde Karl Johan Höjer som tillförordnad generaldirektör)
- 1946–1968: Ernst Bexelius
- 1968–1979: Bror Rexed
- 1979–1985: Barbro Westerholm
- 1985–1988: Maj-Britt Sandlund
- 1989–1998: Claes Örtendahl
- 1998–2004: Kerstin Wigzell
- 2004–2008: Kjell Asplund
- 2008–2015: Lars-Erik Holm
- 2015–2024: Olivia Wigzell
- 2024–: Björn Eriksson

## Legitimationer
Socialstyrelsen prövar och utfärdar legitimationer för personal inom 22 yrkesgrupper, bland annat; apotekare, läkare, naprapater, psykologer och tandläkare. Socialstyrelsen ansvarar också för ärenden till Hälso- och sjukvårdens ansvarsnämnd (HSAN), som prövar behörighet av redan legitimerad hälso- och sjukvårdspersonal. HSAN kan återkalla legitimationer och begränsa rätten att skriva ut medicin.

## Socialstyrelsens uppgifter i krig
Socialstyrelsen är från 1 oktober 2022 beredskapsmyndighet och sektorsansvarig myndighet för beredskapssektorn hälsa, vård och omsorg och har en central roll i att säkerställa att hälso- och sjukvården samt socialtjänsten fungerar effektivt under krig eller höjd beredskap. Myndighetens huvudsakliga uppgifter i sådana situationer inkluderar:
Samordning och övervakning av beredskapsplanering: Socialstyrelsen ansvarar för att samordna och övervaka planeringen av den civila hälso- och sjukvårdens samt socialtjänstens beredskap. Detta innebär att säkerställa en enhetlig beredskap inom vård och omsorg i hela landet, även för nya hot. 
Stöd till regionala och lokala aktörer: Myndigheten stödjer regioner och kommuner i deras arbete med krisberedskap och civilt försvar. Detta inkluderar att utveckla utbildningsmaterial och ge vägledning för att stärka beredskapen inom hälso- och sjukvården samt socialtjänsten.
Försörjningsberedskap: Socialstyrelsen arbetar för att säkerställa tillgången till kritiska produkter och tjänster inom hälso- och sjukvården under kris och krig. Detta innefattar att hantera nationella beredskapslager och genomföra försörjningsanalyser för att identifiera och åtgärda potentiella brister.
Utveckling av prioriteringsprinciper: För att hantera situationer med begränsade resurser under krig har Socialstyrelsen utvecklat särskilda prioriteringsprinciper för hälso- och sjukvården. Detta syftar till att säkerställa att vården kan ransoneras på ett rättvist och effektivt sätt vid masskadehändelser.
Dygnet runt-beredskap: Socialstyrelsen har en tjänsteman i beredskap (TiB) som kan kontaktas av landsting, myndigheter eller andra organisationer dygnet runt, året om. Detta möjliggör en snabb aktivering av krisberedskapen vid behov.
Genom dessa åtgärder bidrar Socialstyrelsen till att upprätthålla en robust och effektiv hälso- och sjukvård samt socialtjänst, även under krig eller höjd beredskap.